# Floriens

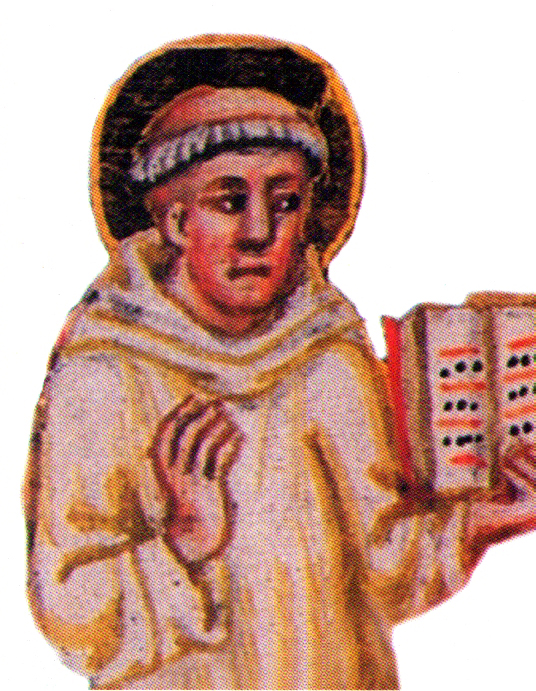
Joachim de Flore, fondateur de l’Ordre de Flore

Les Floriens ou Ordre de Flore est un ordre monastique d'inspiration cistercienne fondé en 1189 par l'abbé Joachim de Fiore.

## Histoire

### Suite de l'abbaye
Le pape Innocent III, condamnant son livre sur la Trinité au concile de Latran, en l'an 1215, ne prononça rien contre la personne de l'abbé Joachim ni contre son monastère, « parce que, dit ce pape, il avait ordonné par un écrit signé de sa main que l'on remît au saint-siège ses ouvrages, et que dans cet écrit il avait déclaré qu'il croyait fermement tout ce que l'Église romaine croit ». Nonobstant cette déclaration du pape Innocent III, quelques-uns ne laissèrent pas d'inquiéter les religieux de Flore, les soupçonnant d'hérésie aussi bien que leur fondateur. Un évêque de la Basilicate fut l'un de ceux qui se déclarèrent ouvertement contre eux ; mais le pape Honorius III prit leur défense, et par une lettre qu'il écrivit à ce prélat l'an 1217, il lui défendit d'attaquer davantage ces religieux sur le fait d'hérésie. Comme on ne cessait point de calomnier ces religieux à ce sujet, et qu'on traitait toujours leur fondateur d'hérétique, le même pape adressa l'an 1221 une bulle à l'archevêque de Cosenza et à l'évêque de Bisaccia. par laquelle il leur ordonnait de faire publier dans toute la Calabre qu'il regardait l'abbé Joachim comme orthodoxe et attache à la foi catholique ; que l'observance qu'il avait instituée était très-salutaire, et qu'ils eussent à punir ceux qui auraient la témérité d'attaquer cet ordre et de lui faire insulte.
Cette persécution qu'on suscita aux religieux de Flore n'empêcha pas que leur ordre ne s'étendit et ne fit du progrès ; mais dans la suite les malheurs des temps ont aboli la mémoire de plusieurs de ses monastères dont les religieux se sont retirés, ne pouvant plus y subsister, tant à cause de la disette que des autres calamités dont étaient affligés les endroits où ils étaient situés. Grégoire de Laude en rapporte seulement trente-quatre dont on a conservé le souvenir, du nombre desquels sont quatre monastères de filles, dont celui de Sainte-Hélène, dans le territoire delle Scale, proche la ville d'Amalphi, qui avait élé fondé du vivant de l'abbé Joachim, est le principal. Tous ces monastères obéissaient à celui de Flore, dont l'abbé était général de l'ordre. Matthieu fut le premier successeur de l'abbé Joachim, et gouverna l'ordre jusqu'en l'an 1231, qu'il quitta pour monter sur le siège épiscopal de Cerenza. L'abbé Rota fit réparer en l'an 1576 l'église qui tombait en ruine, y mit des ornements, et fit bâtir le bourg qu'on nomme présentement San Giovanni in Fiore. Ses successeurs facilitèrent l'exécution de ce qui avait été résolu dans le chapitre de Cîteaux de l'an 1505, qui était d'unir tous les monastères de l'ordre de Flore à celui de Cîteaux, dont les monastères se trouvaient situés dans la Calabre et la Basilicate.
En 1505, l'abbaye de San Giovanni in Fiore et ses filiales  sont intégrées à l'Ordre de Cîteaux. En 1515 d'autres monastères rejoignent l'ordre des Chartreux ou les rangs des Dominicains, et enfin en 1570, plus aucun monastère indépendant ne subsiste et l'ordre cesse d'exister.

## Habit
Les Floriens étaient habillés d'une étoffe grossière et blanche, et à peu près semblable, quant à la forme, à celui de l'ordre de Cîteaux. Ils allaient nu-pieds, et au chœur ils mettaient une coule par-dessus leur habit ordinaire.